# Divízió I 2008
La Divízió I 2008 (detta anche "MAFL Veritas Gold Divízió I 2008" per ragioni di sponsorizzazione) è la 4ª edizione del campionato di football americano di primo livello, organizzato dalla MAFL.

## Squadre partecipanti
| Club                | Città       | Stadio | Sponsor ufficiale | Risultato nella stagione 2007 |
| ------------------- | ----------- | ------ | ----------------- | ----------------------------- |
| Budapest Cowboys    | Budapest    |        |                   |                               |
| Budapest Titans     | Budapest    |        |                   |                               |
| Budapest Wolves     | Budapest    |        |                   |                               |
| Debrecen Gladiators | Debrecen    |        |                   |                               |
| Győr Sharks         | Győr        |        |                   |                               |
| Nagykanizsa Demons  | Nagykanizsa |        |                   |                               |
| North Pest Vipers   | Budapest    |        |                   |                               |
| Szolnok Soldiers    | Szolnok     |        |                   |                               |

## Stagione regolare

### Calendario

#### 1ª giornata
| Nagykanizsa 29 marzo 2008 | Nagykanizsa Demons | 12 – 28 | Budapest Cowboys | Mindenki Sportpálya |

| Vasad 30 marzo 2008 | North Pest Vipers | 29 – 42 (7-8 3-6 6-22 13-6) | Budapest Titans | Sportpálya (150 spett.) |

#### 2ª giornata
| 6 aprile 2008 | Debrecen Gladiators | 3 – 52 (0-17 0-7 0-14 3-14) | Budapest Wolves |  |

#### 3ª giornata
| 13 aprile 2008 | Budapest Wolves | 33 – 12 (7-6 6-0 13-0 7-6) | Győr Sharks | (200 spett.) |

#### 4ª giornata
| Vasad 19 aprile 2008 | North Pest Vipers | 0 – 100 | Budapest Wolves | Sportpálya |

| 20 aprile 2008 | Budapest Titans | 26 – 34 (0-0 6-27 14-7 6-0) | Budapest Cowboys | (250 spett.) |

#### 5ª giornata
| 27 aprile 2008 | Budapest Cowboys | 46 – 0 | Debrecen Gladiators |  |

| 27 aprile 2008 | Győr Sharks | 59 – 0 | Nagykanizsa Demons |  |

#### 6ª giornata
| 4 maggio 2008 | Szolnok Soldiers | 6 – 45 (0-6 0-6 6-14 0-19) | Győr Sharks | (150 spett.) |

#### 7ª giornata
| 12 maggio 2008 | Budapest Wolves | 34 – 6 (14-0 13-0 0-6 7-0) | Szolnok Soldiers | (100 spett.) |

#### 8ª giornata
| 18 maggio 2008 | Debrecen Gladiators | 14 – 47 (6-6 0-14 0-14 8-13) | Budapest Titans |  |

#### 9ª giornata
| 24 maggio 2008 | Szolnok Soldiers | 12 – 35 (0-0 6-21 0-14 6-0) | Budapest Cowboys |  |

| 25 maggio 2008 | Nagykanizsa Demons | 31 – 48 | North Pest Vipers |  |

#### 10ª giornata
| 1º giugno 2008 | Budapest Cowboys | 31 – 24 (7-0 10-14 14-10 0-0) | Győr Sharks | (300 spett.) |

#### 11ª giornata
| Budapest 7 giugno 2008 | Budapest Wolves | 41 – 14 | Budapest Titans | BVSC Stadion (200 spett.) |

| Rákóczifalva 8 giugno 2008 | Debrecen Gladiators | 3 – 6 | Szolnok Soldiers |  |

#### 12ª giornata
| 14 giugno 2008 | Győr Sharks | 71 – 6 (10-0 20-0 20-0 21-6) | North Pest Vipers | (200 spett.) |

| 15 giugno 2008 | Nagykanizsa Demons | 36 – 13 | Debrecen Gladiators |  |

#### 13ª giornata
| 22 giugno 2008 | Budapest Titans | 49 – 14 (14-0 7-7 19-7 9-0) | Nagykanizsa Demons | (200 spett.) |

#### 14ª giornata
| Vasad 28 giugno 2008 | North Pest Vipers | 22 – 25 (d.t.s.) (7-0 6-0 6-8 3-14 0-3) | Szolnok Soldiers | Sportpálya |

### Classifiche
Le classifiche della regular season sono le seguenti:
- PCT = percentuale di vittorie, G = partite giocate, V = partite vinte,  P = partite perse, PF = punti fatti, PS = punti subiti

#### Girone A
| Pos. | Squadra           | PCT   | G | V | N | P | PF  | PS  |
| ---- | ----------------- | ----- | - | - | - | - | --- | --- |
| 1    | Budapest Wolves   | 1.000 | 5 | 5 | 0 | 0 | 260 | 35  |
| 2    | Győr Sharks       | .600  | 5 | 3 | 0 | 2 | 211 | 76  |
| 3    | Szolnok Soldiers  | .400  | 5 | 2 | 0 | 3 | 55  | 139 |
| 4    | North Pest Vipers | .250  | 5 | 1 | 0 | 4 | 105 | 269 |

#### Girone B
| Pos. | Squadra             | PCT   | G | V | N | P | PF  | PS  |
| ---- | ------------------- | ----- | - | - | - | - | --- | --- |
| 1    | Budapest Cowboys    | 1.000 | 5 | 5 | 0 | 0 | 174 | 74  |
| 2    | Budapest Titans     | .600  | 5 | 3 | 0 | 2 | 177 | 132 |
| 3    | Nagykanizsa Demons  | .250  | 5 | 1 | 0 | 4 | 93  | 197 |
| 4    | Debrecen Gladiators | .000  | 5 | 0 | 0 | 5 | 33  | 187 |

## Playoff

### Tabellone
|  | Semifinali | Semifinali       | Semifinali |                  |    | IV Hungarian Bowl | IV Hungarian Bowl | IV Hungarian Bowl |  |
|  |            |                  |            |                  |    |                   |                   |                   |  |
|  | 1A         | Budapest Wolves  | 55         |                  |    |                   |                   |                   |  |
|  | 1A         | Budapest Wolves  | 55         |                  |    |                   |                   |                   |  |
|  | 2B         | Budapest Titans  | 8          |                  |    |                   |                   |                   |  |
|  | 2B         | Budapest Titans  | 8          |                  | 1A | Budapest Wolves   | 20                |                   |  |
|  |            |                  |            |                  | 1A | Budapest Wolves   | 20                |                   |  |
|  |            |                  | 1B         | Budapest Cowboys | 14 |                   |                   |                   |  |
|  | 1B         | Budapest Cowboys | 1B         | Budapest Cowboys | 14 | 48                |                   |                   |  |
|  | 1B         | Budapest Cowboys |            |                  |    |                   |                   |                   |  |
|  | 2A         | Győr Sharks      | 30         |                  |    |                   |                   |                   |  |

### Semifinali
| Budapest 6 luglio 2008 | Budapest Cowboys | 48 – 30 | Győr Sharks | MAC pálya (1600 spett.) |

| Budapest 6 luglio 2008 | Budapest Wolves | 55 – 8 | Budapest Titans | MAC pálya (1600 spett.) |

### IV Hungarian Bowl
| Arbitri: | Szerényi Jánvári Környei Udvardi S. Takács Zsidai B. Kiss |

| |           | |
| Piros 9':46" Q3 (TD) 19yd pass from Lendvai Majoros 0':22" Q3 (TD) 11yd pass from Lendvai Majoros 3':12" Q4 (TD) 3yd pass from Lendvai Piros Q4 (tpc) pass from Lendvai | Marcatori | Kálovits 11':00" Q1 (TD) 76yd pass from Michaletzky M. Varga Q1 (pat) Michaletzky 2':13" Q1 (TD) 3yd run M. Varga Q1 (pat) |

## Verdetti
- Budapest Wolves Campioni dell'Ungheria 2008